# ملیسا رید

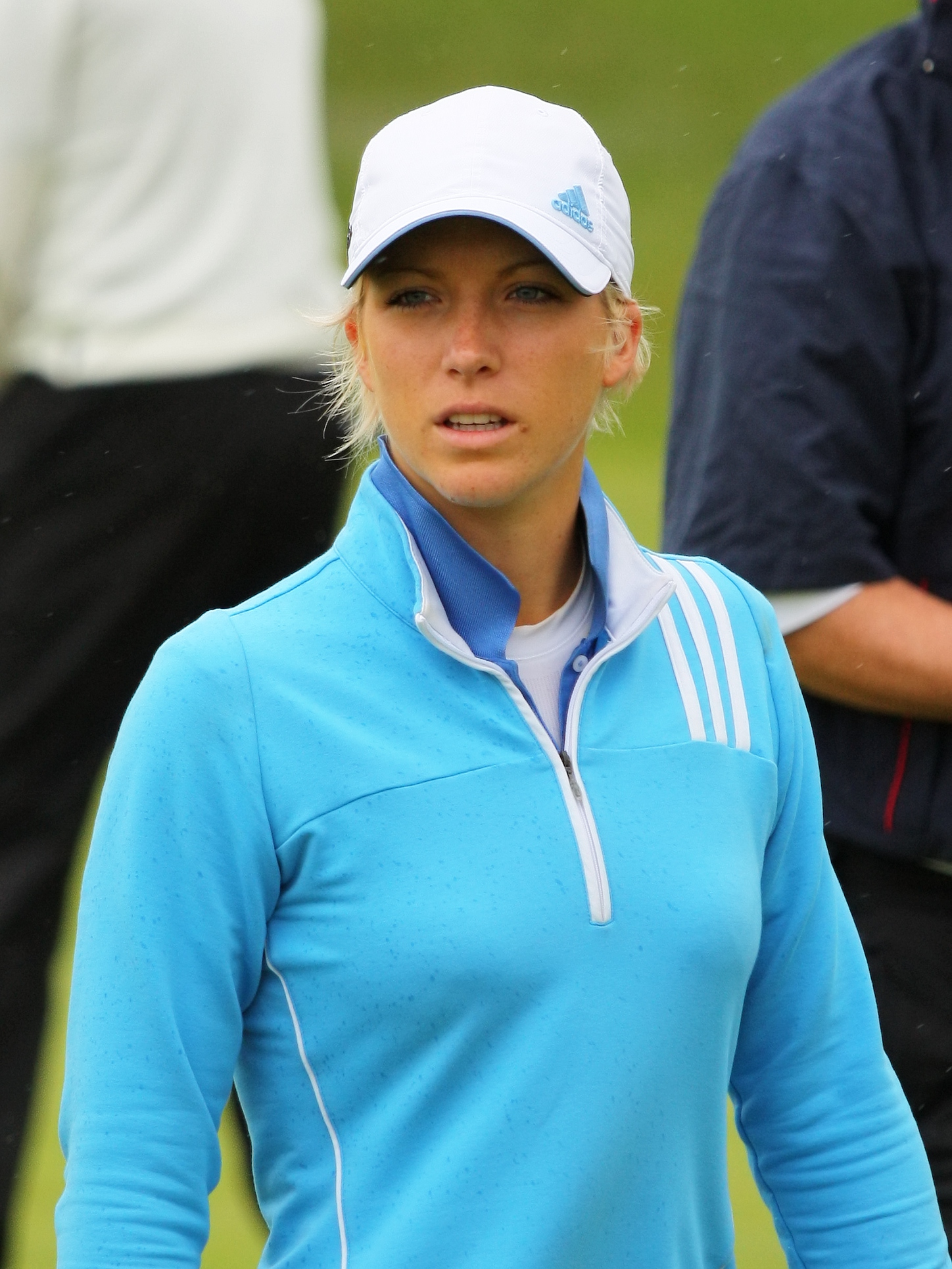
رید در مسابقات آزاد زنان بریتانیا در سال ۲۰۱۰

ملیسا رز رید (زادهٔ ۱۹ سپتامبر ۱۹۸۷) یک گلف‌باز حرفه‌ای انگلیسی است که در تور بانوان اروپا و تور ال‌پی‌جی‌ای بازی می‌کند. او در داربیِ انگلستان زاده شده است و یک همجنسگرا است. در اکتبر سال ۲۰۲۰، او توانست نخستین پیروزی خود را در تور ال‌پی‌جی‌ای با قهرمانی در کلاسیک شاپ‌ریت ال‌پی‌جی‌ای به‌دست‌آورد.

## دوران کودکی و حرفه آماتوری
رید در دربی، انگلستان به دنیا آمد. در دوران آماتوری خود، چندین مسابقه را برنده شد از جمله قهرمانی دختران انگلیسی در سال‌های ۲۰۰۴ و ۲۰۰۵، تروفی هلن هولم در سال‌های ۲۰۰۶ و ۲۰۰۷، تروفی سنت رول در سال ۲۰۰۷ و قهرمانی ضربه‌زنی آماتور بانوان بریتانیا در سال ۲۰۰۷. او در تیم بریتانیا و ایرلند در جام کورتیس ۲۰۰۶ بازی کرد.
رید در مسابقات اوپن زنان بریتانیا ۲۰۰۷، به عنوان آماتور برتر با رتبه T۱۶ به پایان رساند.

## حرفه حرفه‌ای
رید در آزمون واجد شرایط تور بانوان اروپا در ایتالیا در سال ۲۰۰۷ موفق به کسب کارت خود نشد، اما در اواخر سال ۲۰۰۷ به صورت حرفه‌ای آغاز به کار کرد و در سال ۲۰۰۸ به دعوت‌های اسپانسرها در تور بانوان اروپا بازی کرد. کسب رتبه سوم در اوپن استرالیا در اوایل فوریه به او این امکان را داد که در میان ۲۰ نفر اول فهرست پول قرار گیرد و به مسابقات تور بانوان اروپا برای بقیه فصل راه یابد. او در سال ۲۰۰۸ در فهرست پول رتبه دوازدهم را به دست آورد و به عنوان تازه‌وارد سال تور بانوان اروپا معرفی شد.
اولین پیروزی رید در تور بانوان اروپا در سال ۲۰۱۰ در تورنمنت «اوپن بانوان ترکیش ایرلاینز» بود. او پس از آن دو پیروزی دیگر در سال ۲۰۱۱ به دست آورد و عضو تیم کاپ سولهایم ۲۰۱۱ بود، که جایگاهی در تیم اروپایی به عنوان رهبر در رتبه‌بندی تور بانوان اروپا به دست آورد.
رید تنها در یک رویداد اِل‌اِی‌تی به عنوان یک حرفه‌ای در سال ۲۰۰۷ بازی کرد. آن رویداد دبی لیدیز مسترز بود که در آن در جایگاه T۳۵ قرار گرفت.

## زندگی شخصی
در ماه مه ۲۰۱۲، مادر رید، جوئی، در یک تصادف خودرو نزدیک به مونیخ در حین سفر به دیدن دخترش که در یک رویداد تور بانوان اروپا شرکت می‌کرد، کشته شد. رید به سرعت به گلف بازگشت، اما عملکرد او در سال‌های بعد به سرعت کاهش یافت. در سپتامبر ۲۰۱۵، رید به ای‌اس‌پی‌ان گفت که زندگی‌اش «آشفته بود… نمی‌توانستم کنار بیایم، مشوش بودم. با افرادی که مهمانی می‌کردند وقت می‌گذراندم. دکمه خود تخریبی را فشار داده بودم. با تعداد زیادی از افراد بودم، اما احساس تنهایی می‌کردم.» در تاریخ ۱۰ دسامبر ۲۰۱۸، رید در مصاحبه‌ای با برنامه اَثلیت آلای خود را به عنوان یک فرد همجنس‌گرا معرفی کرد.

## رده‌های جهانی
موقعیت در رده‌بندی جهانی گلف زنان در پایان هر سال برای ملیسا رید به صورت زیر بوده است:
| سال  | رده جهانی | منبع   |
| ---- | --------- | ------ |
| ۲۰۰۶ | ۶۵۸       | [ ۵ ]  |
| ۲۰۰۷ | ۳۰۷       | [ ۶ ]  |
| ۲۰۰۸ | ۱۶۹       | [ ۷ ]  |
| ۲۰۰۹ | ۱۲۸       | [ ۸ ]  |
| ۲۰۱۰ | ۵۸        | [ ۹ ]  |
| ۲۰۱۱ | ۴۷        | [ ۱۰ ] |
| ۲۰۱۲ | ۶۸        | [ ۱۱ ] |
| ۲۰۱۳ | ۲۲۲       | [ ۱۲ ] |
| ۲۰۱۴ | ۲۳۳       | [ ۱۳ ] |
| ۲۰۱۵ | ۸۳        | [ ۱۴ ] |
| ۲۰۱۶ | ۱۵۲       | [ ۱۵ ] |
| ۲۰۱۷ | ۱۱۶       | [ ۱۶ ] |
| ۲۰۱۸ | ۲۵۷       | [ ۱۷ ] |
| ۲۰۱۹ | ۱۰۲       | [ ۱۸ ] |
| ۲۰۲۰ | ۳۹        | [ ۱۹ ] |
| ۲۰۲۱ | ۶۳        | [ ۲۰ ] |
| ۲۰۲۲ | ۲۲۰       | [ ۲۱ ] |
| ۲۰۲۳ | ۱۸۲       | [ ۲۲ ] |

بهترین رتبه جهانی او در سال ۲۰۲۰ با جایگاه ۳۹ و بدترین رتبه جهانی او در سال ۲۰۰۶ با رتبه ۶۵۸ بوده است.

## نتایج تور بانوان اروپا
در فهرست زیر نتایج ملیسا رید در تور بانوان اروپا آورده شده است:
| سال  | مسابقات شرکت کرده | کات مِید | پیروز | دوم | سوم | بین ده‌نفر برتر | بهترین پایان | جوایز (€) | نشان شایستگی بر اساس رتبه | متوسط نمره | رتبه در نمره |
| ---- | ----------------- | ------- | ----- | --- | --- | -------------- | ------------ | --------- | ------------------------- | ---------- | ------------ |
| ۲۰۰۶ | ۱                 | ۱       | ۰     | ۰   | ۰   | ۰              | T12          | n/a       | n/a                       | ۷۲٫۳۳      | n/a          |
| ۲۰۰۷ | ۳                 | ۳       | ۰     | ۰   | ۰   | ۱              | ۹            | 4,0501    | n/a                       | ۷۳٫۱۸      | n/a          |
| ۲۰۰۸ | ۱۶                | ۱۲      | ۰     | ۳   | ۱   | ۷              | ۲            | 136,606   | ۱۲                        | ۷۱٫۹۶      | ۲۶           |
| ۲۰۰۹ | ۱۴                | ۱۳      | ۰     | ۱   | ۲   | ۸              | ۲            | 168,749   | ۷                         | ۷۱٫۱۲      | ۶            |
| ۲۰۱۰ | ۲۱                | ۲۰      | ۱     | ۲   | ۱   | ۱۰             | ۱            | 270,871   | ۳                         | ۷۱٫۲۱      | ۷            |
| ۲۰۱۱ | ۱۹                | ۱۹      | ۲     | ۱   | ۳   | ۱۰             | ۱            | 286,578   | ۲                         | ۷۰٫۸۳      | ۱۱           |
| ۲۰۱۲ | ۱۰                | ۸       | ۱     | ۰   | ۰   | ۳              | ۱            | 82,752    | ۱۹                        | ۷۲٫۳۹      | ۴۲           |
| ۲۰۱۳ | ۱۳                | ۶       | ۰     | ۰   | ۰   | ۲              | T7           | 28,317    | ۶۵                        | ۷۳٫۰۹      | ۷۵           |
| ۲۰۱۴ | ۱۴                | ۹       | ۰     | ۱   | ۰   | ۲              | ۲            | 58,998    | ۳۲                        | ۷۳٫۷۱      | ۸۵           |
| ۲۰۱۵ | ۱۴                | ۱۱      | ۱     | ۱   | ۱   | ۶              | ۱            | 249,151   | ۲                         | ۷۱٫۸۶      | ۲۶           |
| ۲۰۱۶ | ۹                 | ۷       | ۰     | ۰   | ۱   | ۳              | T3           | 68,847    | ۲۰                        | ۷۱٫۴۶      | ۱۶           |
| ۲۰۱۷ | ۶                 | ۴       | ۱     | ۰   | ۰   | ۲              | ۱            | 91,269    | ۸                         | ۷۰٬۵۳      | ۸            |
| ۲۰۱۸ | ۴                 | ۲       | ۰     | ۰   | ۰   | ۰              | T21          | 22,790    | ۵۲                        | ۷۲٫۴۶      | ۴۶           |
| ۲۰۱۹ | ۳                 | ۱       | ۰     | ۰   | ۰   | ۰              | T37          | 23,557    | ۱۰۳                       | 72.502     | n/a2         |
| ۲۰۲۰ | ۲                 | ۱       | ۰     | ۰   | ۰   | ۰              | T39          | 18,524    | T118                      | 73.252     | n/a2         |
| ۲۰۲۱ | ۳                 | ۱       | ۰     | ۰   | ۰   | ۰              | T34          | 8,330     | ۱۴۰                       | 72.332     | n/a2         |

## حضور در تیم‌ها

### دوران آماتوری
- مسابقات تیمی دختران اروپا (نماینده انگلستان): ۲۰۰۵ (برندگان)[۲۴]
- جام سولهایم جوانان (نماینده اروپا): ۲۰۰۵
- جام کورتیس (نماینده بریتانیا و ایرلند): ۲۰۰۶
- تروفی اسپیریتو سانتو (نماینده انگلستان): ۲۰۰۶
- تروفی واگیانو (نماینده بریتانیا و ایرلند): ۲۰۰۷
- مسابقات تیمی بانوان اروپا (نماینده انگلستان): ۲۰۰۷
- تروفی همبستگی (نماینده بریتانیا): ۲۰۰۷ (برندگان)

### دوران حرفه‌ای
- کاپ سولهایم (نماینده اروپا): ۲۰۱۱ (برندگان)، ۲۰۱۵، ۲۰۱۷، ۲۰۲۱ (برندگان)
- کاپ کویینز (نماینده اروپا): ۲۰۱۵، ۲۰۱۷
- کاپ بین‌المللی (نماینده انگلستان): ۲۰۱۶